# 改良藤田级数
改良藤田级数（简称EF级数）是一个龙卷风強度分類等級，是藤田级数的改良版。
藤田级数最早在1971年由芝加哥大学的藤田哲也博士提出，并得到了美国国内的長期使用。在2007年2月1日藤田级别进行了更新改良，成为美国国内龙卷风强度的最新等級系统。加拿大於2013年採用。

## EF级别表
| 級數 | 風速（估計） | 風速（估計） | 風速（估計） | 相对发生频率 | 潜在损害 | 潜在损害        |
| 級數 | 英里每小時   | 千米每小時   | 米每秒       | 相对发生频率 | 潜在损害 | 潜在损害        |
| EF0  | 65–85        | 105–137      | 29–37        | 53.5%        | 轻微损坏程度。 屋顶和壁板被破坏。树枝被折断，树根下沉，这个类分为龙卷风无损伤报告确认。 | EF0级别受灾例子 |
| EF1  | 86–110       | 138–178      | 38–49        | 31.6%        | 中等损害程度。 屋顶被掀飞，房车损坏或掀倒。入户门被吹走，窗户玻璃破碎。 | EF1级别受灾例子 |
| EF2  | 111–135      | 179–218      | 50–61        | 10.7%        | 可观的损害程度。 结构较稳定房子的房顶和墙壁也被破坏，木造房屋地基开始移动，移动住宅被完全破坏，树木从根部被折倒。 | EF2级别受灾例子 |
| EF3  | 136–165      | 219–266      | 62-74        | 3.4%         | 严重损害程度。 即使结构稳定房子的大部分结构被破坏，商店等比较大的建筑物也遭受严重的损害。列车翻车，被吹跑的树木会从天而降，笨重的车也会脱离地面。地基较差的房屋会被掀起，吹到较远的地方去。 | EF3级别受灾例子 |
| EF4  | 166–200      | 267–322      | 75–89        | 0.7%         | 极端的损害程度。 结构稳定和所有的木造房屋完全被破坏。车是像小型导弹一样被吹飞。 | EF4级别受灾例子 |
| EF5  | >200         | >322         | >90          | <0.1%        | 无法想象的、极其剧烈的损害程度。 极为坚固的建筑物也从地基被摧毁，汽车大小的物体像导弹一样被掀至100米的高空，钢筋混凝土制造的建筑物也遭受到严重的损害，高层建筑的结构会遭受很大的变形。 自2007年2月1日以来，截止于2013年5月底为止，这一阶级的龙卷风全美有10例被确认。造成最大损失的是在2011年5月24日密苏里州乔普林观测到的该级别的龙卷风，造成158人死亡。最近的，2013年5月俄克拉荷马州的首府俄克拉荷马城近郊被该级别的龙卷风袭击，24人死亡。 | EF5级别受灾例子 |

## 相关條目
- 風
- 龙卷风
- 藤田级数